# Sabine Paetz
Sabine Paetz (República Democrática Alemana, 26 de julio de 1958), también llamada Sabine John, es una atleta alemana retirada, especializada en la prueba de heptalón en la que llegó a ser subcampeona mundial en 1983.

## Carrera deportiva
En el Mundial de Helsinki 1983 ganó la medalla de plata en la competición de heptalón, con un total de 6662 puntos, quedando por detrás de su compatriota Ramona Neubert y por delante de otra alemana Anke Vater.
Cinco años después, en los JJ. OO. de Seúl 1988 volvió a ganar la plata en heptalón, en esta ocasión tras la estadounidense Jackie Joyner-Kersee que con 7291 puntos batió el récord del mundo, y por delante de su compatriota Anke Behmer.